# Parametri orbitali di Ganimede

Movimento dei satelliti galileiani in risonanza

Ganimede percorre un'orbita ellittica attorno a Giove, della quale il semiasse maggiore misura in media 1 070 400 km (nel punto più vicino risulta di 1 069 200 km mentre nel più lontano 1 071 600 km).
La circonferenza orbitale è 6 725 500 km; il periodo per percorrerla è uguale a 7,15455246 giorni, con una velocità orbitale che varia da 10 868 m/s la minima, 10 880 m/s la media e 10 892 m/s la massima a seconda della vicinanza del satellite naturale al pianeta, l'angolo di inclinazione fra le due orbite è di 2,21°, l'inclinazione rispetto all'equatore di Giove è di 0,20°, e l'eccentricità uguale a 0,0011.
Le risonanze dei tre satelliti naturali sono: Io 1:1, Europa 2:1 e Ganimede 4:1. Questa risonanza aiuta a mantenere l'eccentricità orbitale al valore che possiedono tuttora.
Come gli altri satelliti galileiani, e come la Luna, Ganimede ruota sincronicamente col proprio periodo orbitale, mantenendo lo stesso emisfero sempre rivolto a Giove.